# هری استیف
هری استیف (انگلیسی: Harry Stiff; ۲۳ اکتبر ۱۸۸۱ – ۱۷ آوریل ۱۹۳۹) ورزشکار طناب‌کشی اهل بریتانیا بود.